# Пудивере (Йыгевамаа)
Пу́дивере (эст. Pudivere) — деревня в волости Пыльтсамаа уезда Йыгевамаа в восточной Эстонии. 
По данным переписи населения 2011 года в деревне проживало 48 человек, из них 46 (95,8 %) — эстонцы.

## Описание
Деревня Пудивере находится в 11 километрах к востоку от волостного города Пыльтсамаа и в 13 километрах к юго-западу  от уездного города Йыгева. Высота над уровнем моря — 79 метров.

## История
Деревня Пудивере образовалась на землях мызы Лустивере (Lustivere). В письменных источниках 1583 года упоминаются жители Пудивер Мнейша (Pudiwer Mnieisza), Пудивер Вьетца (Pudiwer Wiethsza), 1624 года — Кляйн Пуддифер (Klein Puddifer), Грос Пуддифер (Gros Puddifer).
В XVI веке на месте нынешней деревни было две деревни — маленькая и большая (старая). К концу XVIII века они слились в одну.

## Происхождение топонима
В отличие от деревни Пудивере в уезде Ляэне-Вирумаа, в отношении деревни Пудивере в Пыльтсамаа исследователь финских диалектов и прибалтийско-финских языков Лаури Кеттунен предложил считать основой её названия личное имя Пуди, которое произошло от слова «пудер» (эст. puder — «каша») и  которое, по его мнению, было ранее широко распространено.